# STUDENT (programa de computador)
STUDENT é um dos primeiros programas de inteligência artificial, que resolve problemas de palavra da álgebra. Foi escrito em Lisp por Daniel G Bobrow como sua tese de doutoramento em 1964 (Bobrow, 1964). Foi projetado para ler e resolver tipos de problemas descritos em palavras encontrados em livros de álgebra do ensino médio. O programa é frequentemente citado como uma das realizações iniciais da IA em processamento de linguagem natural.

## Descrição técnica
Na década de 1960, os computadores mainframe estavam disponíveis apenas dentro de um contexto de pesquisa na universidade. Dentro do projeto MAC no MIT, o sistema STUDENT foi um dos primeiros exemplos de um software de busca de respostaa a perguntas que envolvia exclusivamente processamento de linguagem natural e programação simbólica. Outras tentativas iniciais de resolver problemas de história de álgebra também foram realizadas com hardware e software da década de 1960: por exemplo, os sistemas Philips, Baseball e Synthex.
STUDENT aceita uma descrição em álgebra escritas em inglês como entrada e gera um número como saída. Isso é realizado com um pipeline em camadas que consiste em heurística para transformação de padrões. Inicialmente, as sentenças em inglês são convertidas em sentenças do kernel, cada uma contendo uma única informação. Em seguida, as sentenças do kernel são convertidas em expressões matemáticas. O sistema de Bobrow feito em 1968, que resolvia problemas de ákgebra com palavras, continha 52 fatos em sua base de conhecimentos.
STUDENT usa um sistema baseado em regras com inferência lógica. As regras são pré-programadas pelo desenvolvedor do software e são capazes de analisar a linguagem natural.
Técnicas mais poderosas para processamento de linguagem natural, como aprendizado de máquina, entraram em uso mais tarde, à medida que o hardware se tornou mais capaz e ganhou popularidade em sistemas baseados em regras mais simples.

## Exemplo de problema
| “ | Se o número de clientes que Tom recebe é o dobro do quadrado de 20% do número de propagandas que ele é faz, e o número de anúncios é de 45, então qual é o número de clientes que ficam para Tom? | ” |

 (extraído de Norvig)